# Юліяна Янева
Юліяна Янева (болг. Julijana Janewa; нар. 2 серпня 1998, Кукорево, община Тунджа, Ямбольська область) — болгарська борчиня вільного стилю, чемпіонка, срібна та бронзова призерка чемпіонатів Європи, володарка Кубку світу в індивідуальній першості.

## Життєпис
Боротьбою займається із 7 класу. Особистий тренер — Серафим Барзаков. Мещкає в Ямболі. Багаторазова призерка чемпіонатів світу та Європи у молодших вікових групах. На дорослому рівні першого значного успіху досягла у 2020 році, коли вона здобув золоту медаль у категорії до 72 кілограмів на індивідуальному Кубку світу в сербському Белграді. Володарка срібної та бронзової медалей у категорії до 72 кілограмів чемпіонатів Європи 2021 та 2022 років. У 2023 році з перемогою в Загребі Янева зібрала повний комплект європейських нагород. У фіналі чемпіонату Європи 2023 року Янєва перемогла українку Аллу Белінську з рахунком 10:3, якій до того поступилась у фіналі європейської першості 2021 року.

## Спортивні результати на міжнародних змаганнях

### Виступи на Чемпіонатах світу
| Змагання                        | Збірна   | Вагова категорія          | Місце |
| ------------------------------- | -------- | ------------------------- | ----- |
| Чемпіонат світу з боротьби 2019 | Болгарія | жіноча боротьба, до 65 кг | 5     |

### Виступи на Чемпіонатах Європи
| Змагання                         | Збірна   | Вагова категорія          | Місце  |
| -------------------------------- | -------- | ------------------------- | ------ |
| Чемпіонат Європи з боротьби 2021 | Болгарія | жіноча боротьба, до 72 кг | Срібло |
| Чемпіонат Європи з боротьби 2022 | Болгарія | жіноча боротьба, до 72 кг | Бронза |
| Чемпіонат Європи з боротьби 2023 | Болгарія | жіноча боротьба, до 68 кг | Золото |

### Виступи на Кубках світу
| Змагання                    | Збірна   | Вагова категорія          | Місце  |
| --------------------------- | -------- | ------------------------- | ------ |
| Кубок світу з боротьби 2020 | Болгарія | жіноча боротьба, до 72 кг | Золото |

### Виступи на інших змаганнях
| Змагання                                                       | Збірна   | Вагова категорія          | Місце  |
| -------------------------------------------------------------- | -------- | ------------------------- | ------ |
| Турнір Дана Колова — Николи Петрова 2017                       | Болгарія | жіноча боротьба, до 63 кг | 9      |
| Турнір Яшара Догу 2019                                         | Болгарія | жіноча боротьба, до 65 кг | 8      |
| Меморіал Іона Корнеану і Ладислава Сімона 2019                 | Болгарія | жіноча боротьба, до 65 кг | Золото |
| Чемпіонат Болгарії з боротьби 2020                             | Болгарія | жіноча боротьба, до 72 кг | Золото |
| Київський Міжнародний турнір з боротьби 2021                   | Болгарія | жіноча боротьба, до 68 кг | Бронза |
| Олімпійський кваліфікаційний турнір з боротьби 2020 (Будапешт) | Болгарія | жіноча боротьба, до 68 кг | Бронза |
| Турнір Дана Колова — Николи Петрова 2021                       | Болгарія | жіноча боротьба, до 68 кг | 5      |
| Турнір Дана Колова — Николи Петрова 2022                       | Болгарія | жіноча боротьба, до 72 кг | Золото |
| Турнір Ібрагіма Мустафи 2023                                   | Болгарія | жіноча боротьба, до 68 кг | 14     |
| Турнір Дана Колова — Николи Петрова 2023                       | Болгарія | жіноча боротьба, до 68 кг | Золото |

### Виступи на змаганнях молодших вікових груп
| Змагання                                       | Збірна   | Вагова категорія          | Місце  |
| ---------------------------------------------- | -------- | ------------------------- | ------ |
| Чемпіонат Європи з боротьби серед юніорів 2016 | Болгарія | жіноча боротьба, до 63 кг | 5      |
| Чемпіонат світу з боротьби серед юніорів 2016  | Болгарія | жіноча боротьба, до 63 кг | 17     |
| Чемпіонат Європи з боротьби серед юніорів 2017 | Болгарія | жіноча боротьба, до 63 кг | Бронза |
| Чемпіонат світу з боротьби серед юніорів 2017  | Болгарія | жіноча боротьба, до 63 кг | Срібло |
| Чемпіонат Європи з боротьби серед юніорів 2018 | Болгарія | жіноча боротьба, до 62 кг | Срібло |
| Чемпіонат світу з боротьби серед кадетів 2014  | Болгарія | жіноча боротьба, до 65 кг | Бронза |
| Чемпіонат Європи з боротьби серед молоді 2017  | Болгарія | жіноча боротьба, до 63 кг | 5      |
| Чемпіонат Європи з боротьби серед молоді 2018  | Болгарія | жіноча боротьба, до 62 кг | 12     |
| Чемпіонат Європи з боротьби серед молоді 2019  | Болгарія | жіноча боротьба, до 65 кг | 10     |